# Municipio de Lincoln (condado de Bedford)
El municipio de Lincoln (en inglés: Lincoln Township) es un municipio ubicado en el condado de Bedford en el estado estadounidense de Pensilvania. En el año 2000 tenía una población de 380 habitantes y una densidad poblacional de 9 personas por km².

## Geografía
El municipio de Lincoln se encuentra ubicado en las coordenadas 40°11′51″N 78°35′48″O / 40.19750, -78.59667.

## Demografía
Según la Oficina del Censo en 2000 los ingresos medios por hogar en la localidad eran de $25,962 y los ingresos medios por familia eran $32,500. Los hombres tenían unos ingresos medios de $26,583 frente a los $16,875 para las mujeres. La renta per cápita para la localidad era de $13,847. Alrededor del 13% de la población estaban por debajo del umbral de pobreza.